# Hendrik Van Crombrugge
Hendrik Van Crombrugge (ur. 30 kwietnia 1993 w Leuven) – belgijski piłkarz grający na pozycji bramkarza. Od 2019 jest zawodnikiem klubu RSC Anderlecht.

## Kariera klubowa
Swoją karierę piłkarską Van Crombrugge rozpoczynał w juniorach takich klubów jak: FC Meensel-Kiezegem, VV Houtem, KVK Tienen, Sint-Truidense VV i Standard Liège. W 2011 roku ponownie został zawodnikiem Sint-Truidense VV. 9 września 2011 zadebiutował w nim w belgijskiej pierwszej lidze w przegranym 3:4 domowym meczu z KRC Genk. Był to zarazem jego jedyny mecz w barwach Sint-Truidense, którego był zawodnikiem do 2013 roku.
Latem 2013 roku Van Crombrugge przeszedł do drugoligowego KAS Eupen. 7 grudnia 2013 zadebiutował w nim w zremisowanym 2:2 wyjazdowym meczu z KSV Roeselare. W sezonie 2015/2016 wywalczył z Eupen awans do pierwszej ligi. W Eupen występował do 2019 roku.
1 sierpnia 2019 roku Van Crombrugge podpisał kontrakt z Anderlechtem, który zapłacił za niego kwotę 2,25 miliona euro. W Anderlechcie zadebiutował 28 lipca 2019 w wygranym 4:1 wyjazdowym meczu z KAS Eupen.
| Sezon   | Klub              | Kraj   | Rozgrywki       | Mecze | Gole |
| ------- | ----------------- | ------ | --------------- | ----- | ---- |
| 2011/12 | Sint-Truidense VV | Belgia | Eerste klasse A | 1     | 0    |
| 2012/13 | Sint-Truidense VV | Belgia | Eerste klasse B | 0     | 0    |
| 2013/14 | KAS Eupen         | Belgia | Eerste klasse B | 5     | 0    |
| 2014/15 | KAS Eupen         | Belgia | Eerste klasse B | 34    | 0    |
| 2015/16 | KAS Eupen         | Belgia | Eerste klasse B | 19    | 0    |
| 2016/17 | KAS Eupen         | Belgia | Eerste klasse A | 35    | 0    |
| 2017/18 | KAS Eupen         | Belgia | Eerste klasse A | 33    | 0    |
| 2018/19 | KAS Eupen         | Belgia | Eerste klasse A | 37    | 0    |
| 2019/20 | KAS Eupen         | Belgia | Eerste klasse A | 1     | 0    |
| 2019/20 | RSC Anderlecht    | Belgia | Eerste klasse A | 28    | 0    |
| 2020/21 | RSC Anderlecht    | Belgia | Eerste klasse A | 12    | 0    |

## Kariera reprezentacyjna
Van Crombrugge występował w reprezentacjach Belgii na różnych szczeblach wiekowych: U-16, U-17 i U-18. 8 października 2020 zadebiutował w reprezentacji Belgii w zremisowanym 1:1 towarzyskim meczu ze Wybrzeżem Kości Słoniowej, rozegranym w Brukseli. W 77. minucie tego meczu zmienił Simona Mignoleta.